# Endurance (cratère)
Pour les articles homonymes, voir Endurance (homonymie).
Endurance est un cratère d'impact situé dans Meridiani Planum sur Mars, connu pour avoir été visité du 30 avril au 13 décembre 2004 par le rover Opportunity du programme Mars Exploration Rover. Celui-ci avait atterri trois mois plus tôt, en janvier 2004, et il a cessé de communiquer le 10 juin 2018.
Nommé d'après l’Endurance, navire utilisé par Ernest Shackleton lors de l'expédition Endurance, le cratère a un diamètre de 130 m pour une profondeur d'environ 20 mètres.

## Exploration parOpportunity
Le 30 avril 2004, après un trajet de 600 mètres depuis son lieu d'atterrissage, et 95 sols après celui-ci, Opportunity atteint Endurance. Devant lui, la pente du cratère plonge à 18 degrés sur une vingtaine de mètres avant de s'adoucir vers le fond. Pris les 1er et 2 mai, les premiers panoramas montrent des conglomérats de roches posés sur des strates régulières et quelques éboulis sur les pentes ainsi que des petites dunes finement sculptées au centre. Il est décidé d'observer le cratère depuis sa crête dans un premier temps avant d'engager le rover à l'intérieur.

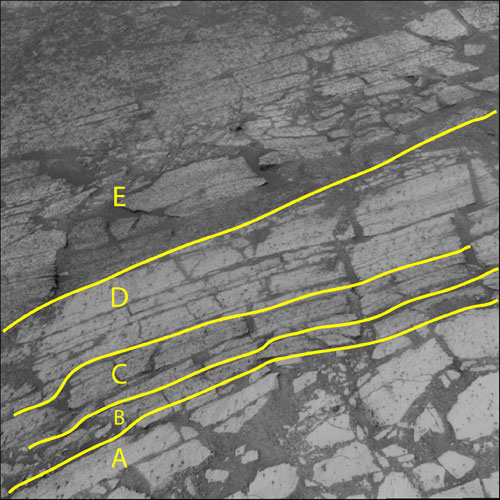
Couches géologiques du site Karatepe

### Trajet sur le bord sud
Le 8 mai, alors que son compteur affiche déjà 1 km, Opportunity se déplace de 13m sur le rebord est du cratère en direction du sud. Du 9 au 13 (sols 104-108), il analyse la roche "Lion Stone". Le 20 (sol 119), il se déplace au-dessus de la "falaise Burns", qu'il photographiera plus tard de l'intérieur. Se positionnant à seulement un mètre du bord , il transmet des images du bord nord, qui présente des affleurements lités, où le spectromètre infrarouge repère une abondance de sulfates. Le 24 (sol 123), il fait demi-tour et, du 6 au 8 juin (sols 129-133), il fait une légère incursion dans le cratère, à un endroit baptisé "Karatepe". L'image ci-contre montre différentes couches de la roche-mère (la couche "A" est plus élevée que les couches "B" à "E"): la texture et la chimie des roches diffèrent. Les géologues en déduisent que les couches les plus élevées sont plus jeunes que les couches inférieures.

### Dans le cratère
Pendant six mois, de juin à décembre, Opportunity va explorer l'intérieur du cratère. Il a été décidé de ne pas le conduire trop près des dunes, au centre, afin de ne pas lui faire courir le risque de s'enliser. Le 9 juin (sol 134), il amorce sa descente. Le 13, le rocher « Tennessee »  est foré sur plus de 8 millimètres. Le 18, l’outil d’abrasion creuse un nouveau trou dans le rocher « Cobble Hill ». Jusqu'au 23, d'autres forages sont effectués sur les rochers « Virginia » et « London ». Le 14 juillet (sol 167), Opportunity étudie « Dahlia ». Le 16, poursuivant sa descente dans le cratère sur une pente de 30°, il atteint le rocher « Knossos ». Le 18 (sol 171), puis se rapproche d'une fracture dans le sol, baptisée "Razorback", près de laquelle se trouve une roche disloquée, « Arnold Ziffel », qu'il étudie jusqu'au 22. Le lendemain, il poursuit sa descente pour étudier une strate de sédiments baptisée « Diamond Jenness ». Le 29 (sol 182), il analyse un nouvel affleurement, "Mackenzie". Le 8 août (sol 192), il descend d'un niveau supplémentaire pour s'approcher du rocher « Axel Heiberg ». Le 27 (sol 210) il examine au microscope le rocher « Escher » puis, le lendemain, inspecte au spectromètre la roche « Kirchner ». Du 17 au 27 septembre, une conjonction solaire interrompt les communications avec la Terre. Les roches « Auk » et "Ellesmere » sont alors analysées. Opportunity passe le début du mois d'octobre à étudier l"affleurement « Escher », qui montre un réseau de polygones à sa surface ressemblant à ceux qui, sur Terre, se forment dans les couches de boue lorsqu'elle s'assèche. Le rover se rapproche ensuite (non sans difficultés en raison du sol meuble) de « Wopmay », un rocher aux fissures curvilignes qui, par son aspect, rappelle un cerveau. Il l'atteint le 14 octobre (sol 257) mais, le 19, à la suite d'un dérapage, il manque de le percuter, passant à seulement 30 cm de lui. Le 22 (sol 265), il est programmé pour s'en écarter de 21m mais il stoppe au bout de 3,5 m, l'ordinateur de bord ayant détecté une dépense électrique anormale des moteurs d'orientation des roues. Le 25, le rover s'applique à quitter la tranchée qu'il a lui-même creusée à force de faire du sur-place. Après 4 m de montée de la pente en biais, il tente un parcours de 9 m, mais s'arrête au bout de 40 cm, à la suite d'un nouveau dérapage. Les difficultés de ce type se reproduisent plusieurs fois, si bien qu'en novembre, la falaise « Burns », n'est étudiée qu'à 15 m de distance. Les dérapages empêchent Opportunity d'utiliser son bras robotique mais, durant la troisième semaine de novembre, il transmet de spectaculaires images à haute résolution de la falaise (voir ci-dessous) qui montrent des couches de sédiments pouvant indiquer un dépôt liquide dans le passé. 

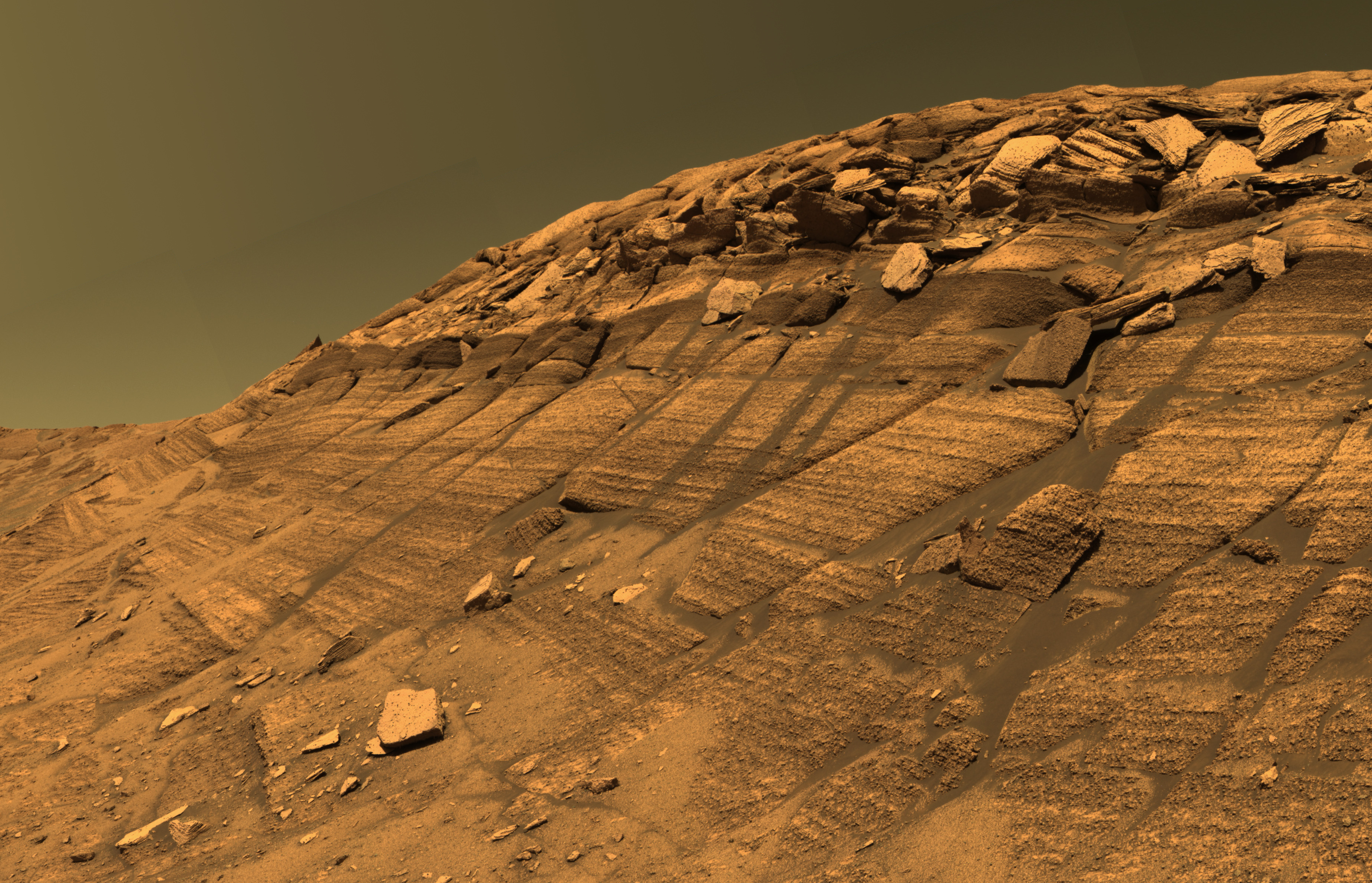
Vue de la falaise Burns à l'intérieur du cratère (couleurs modifiées pour la presse)

Sont également effectués des plans rapprochés de plusieurs roches ("Cushion", "Bartlett", "Ebony", "Ivory"...). Opportunity opère alors un demi-tour en vue de sa sortie du cratère par la pente où il était descendu, qui est de 22°. Du 2 au 7 décembre (sols 306-311), à une vingtaine de mètres en dessous de la crête, sont étudiés les derniers rochers, "Paikea" et "Wharenkui". Le 8, le rover poursuit son ascension et, le 11 (sol 315), il émerge finalement du cratère.

### Éloignement
Après sa sortie, Opportunity se dirige vers les traces de roues qu'il a laissées six mois plus tôt et, les 14 et 15 décembre (sols 318 et 319), les compare au microscope avec les traces les plus fraîches. Le 17, il s'éloigne à 40 m du cratère vers le sud, en direction de son bouclier thermique, qu'il photographie, et près duquel se trouve une météorite, Heat Shield Rock, la première jamais découverte sur une autre planète.

Panorama du cratère

## Passé humide de Mars

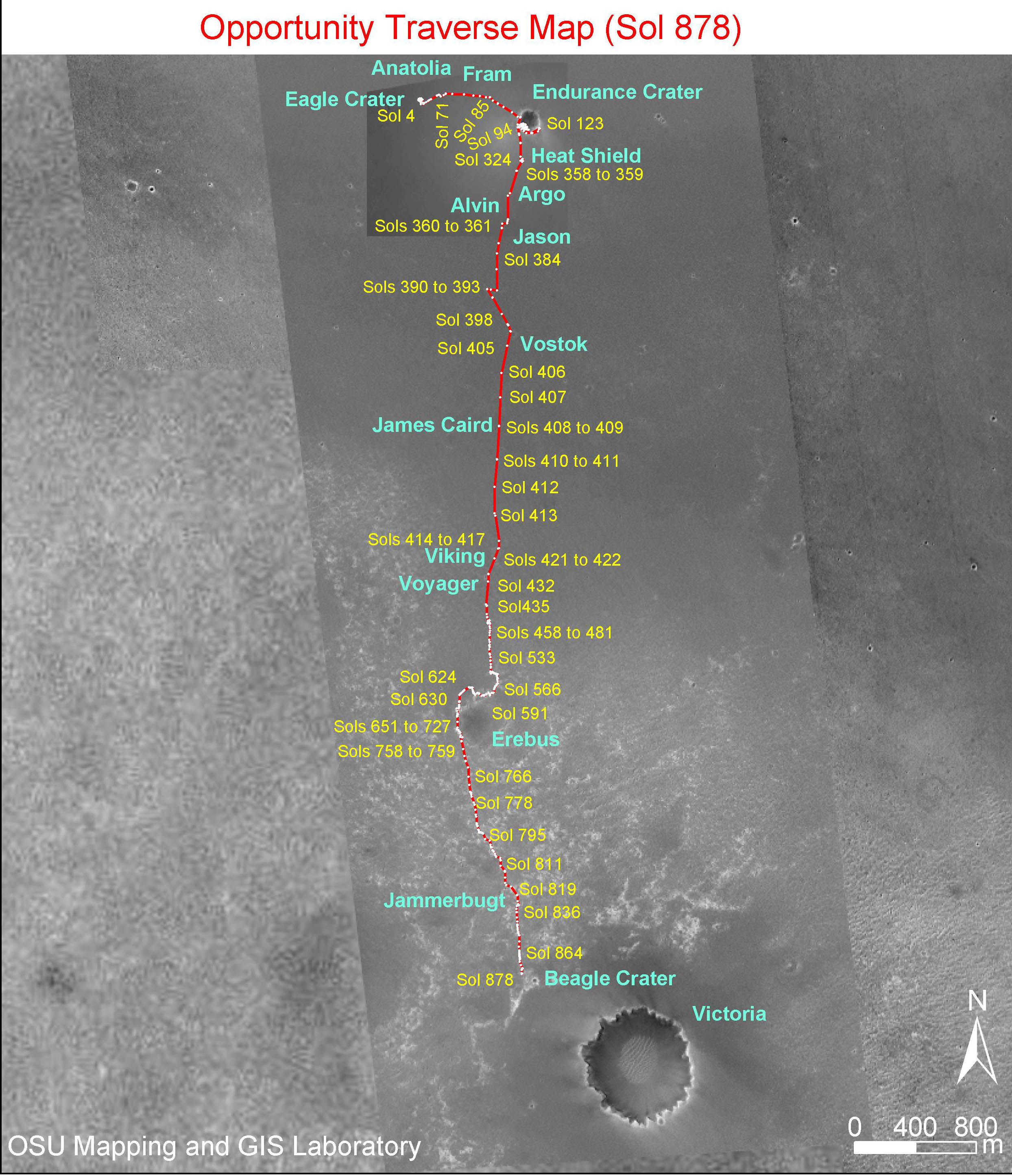
Trajet d'Opportunity sur Meridiani Planum.

Opportunity a passé environ un semestre pour explorer Endurance. Les données qu'il a recueillies durant cette période ont supplanté et considérablement augmenté la connaissance de l'histoire de l'eau à Meridiani Planum, en plus de la confirmation qu'il y avait eu de l'eau liquide ici dans les temps anciens. Endurance a fourni aux scientifiques de la mission une section transversale de l'assise sur cette partie de Mars, montrant que l'eau liquide n'avait pas coulé une seule fois sur la surface, mais qu'elle avait un caractère épisodique et n'était pas présente en permanence, avec des inondations périodiques lessivant le paysage avant une nouvelle sécheresse. L'analyse par les scientifiques de la mission des roches (comme les sulfates) dont les évaporites des affleurements d'Endurance[pas clair] a conduit à croire que cette mer peu profonde était sans doute de nature légèrement acide, mais on ne peut pas exclure la présence de vie à un certain moment de l'histoire de la planète.

## Principaux cratères visités parOpportunity
- Eagle

- diamètre : 22 m
- date : 24 janvier - mars 2004 (sols 1-57)

- site d'atterrissage d'Opportunity
- Endurance

- diamètre : 130 m
- date : 30 avril - 13 décembre 2004 (sols 95-315)
- le premier des trois cratères d'envergure visité par Opportunity
- Argo

- diamètre : env. 30 m ?
- date : janvier 2005 (sol 361)
- situé juste au sud du cratère Endurance
- Vostok

- diamètre : 20 m
- date : 8-13 mars 2005 (sols 399-404)
- situé juste au sud du cratère Argo
- Erebus

- diamètre : 320-350 m
- date : octobre 2005 - mars 2006 (sols 550-750)
- situé aux 2/3 du trajet Endurance-Victoria
- Beagle

- diamètre : 35 m
- date : juin 2006 (sols 901-904)

- situé à la limite des ejecta de Victoria
- Emma Dean

- diamètre : 35 m
- date : 4-17 septembre 2006 (sols 929-943)
- situé dans la zone des ejecta de Victoria
- Victoria

- diamètre : 750 m
- date : 26 septembre 2006 - 8 octobre 2008 (sols 951-1679)
- le deuxième des trois cratères d'envergure visité par Opportunity (le plus important en taille)
- Santa Maria

- diamètre : 85 m
- date : 15 décembre 2010 - 25 mars 2011 (sols 2452-2542)
- le troisième des trois cratères d'envergure visité par Opportunity (le plus petit en taille)

### Articles connexes

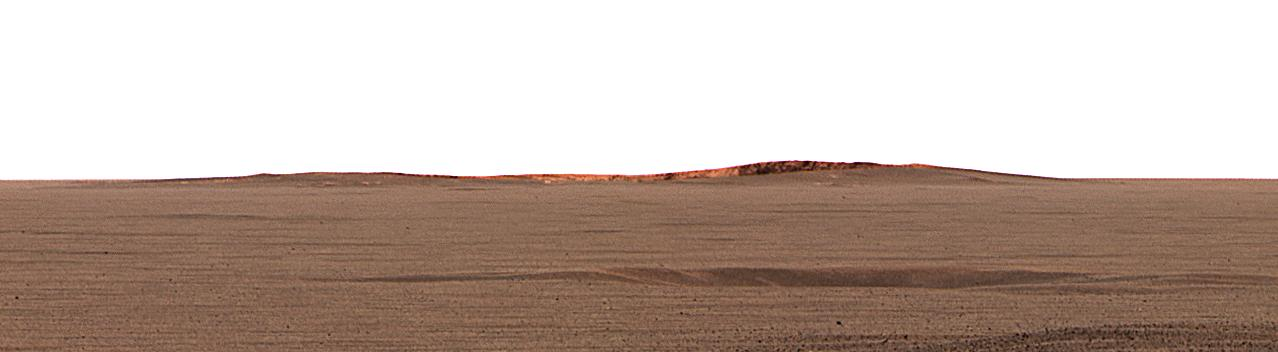
Vue du bord d'Endurance depuis le cratère Eagle, le site d'atterrissage d’Opportunity